# Juan Martín de Pueyrredón
Juan Martín de Pueyrredón y O'Dogan (Buenos Aires, 18 de desembre de 1777-13 de març de 1850) va ser un militar i polític argentí que va exercir com a Director Suprem de les Províncies Unides del Riu de la Plata (del 1816 al 19).

## Biografia
Després d'efectuar els seus estudis a Europa, la conquista e Buenos Aires pels anglesos el 1806 el convertí en revolucionari, incitant-lo a continuar la carrera de les armes. Es va distingir molt en el combat de Perdriel i va lluitar extenuadament als carrers de Buenos Aires el dia de la reconquesta de la ciutat, sent honrat amb una condecoració i enviat després a Madrid amb el caràcter de diputat. Les seves gestions per obtenir millores per als seus paisans no van merèixer atenció ni cap altra resposta que la del cèlebre ministre Caballero, que
| « | Buenos Aires en tenia prou amb la mineria, la pastòria i la teologia. | » |

 En realitzar-se la invasió francesa a espanya, amb perill de la seva vida, Pueyrredón va aconseguir fugir per a la seva pàtria, però va ser capturat a Montevideo pel governador Francisco Javier de Elío, per ser conduït a Madrid. No obstant això, va aconseguir escapar-se a Brasil i arribar per fi a Buenos Aires, on es va fer sospitós per les seves gestions a prop dels patriotes que laboraven en pro de la independència, sent confiscat per un emissari del virrei Cisneros. De nou va aconseguir fugir a Rio de Janeiro i va portar amb ell documents per tractar de l'emancipació amb la princesa Carlota, esposa de Joan VI. El representant espanyol en aquella cort reclama la seva persona, i com no trobés en el rei la benevolència que fins llavors l'havia dispensat, va resoldre allunyar-se temorós de la seva seguretat i embarcant-se secretament per a la seva pàtria, va prendre terra el 9 de juny de 1812. Va saber llavors la nova de la instauració del primer Govern patri. Destinat al govern de Còrdova, al poc temps la Junta li va confiar la presidència de Charcas, i quan després de la derrota dels patriotes a Huaqui, el juny de 1811, va quedar en poder dels vencedors la regió de l'Alt Perú.
Pueyrredón va aconseguir salvar els cabals dipositats a la Casa de Moneda de Potosí, conduint-los a Tucumán, i va vèncer als enemics en els combats amb què el van hostilitzar durant el trajecte. Aquest comportament heroic li va valer el nomenament de general en cap del mutilat exercit del Perú, sent reemplaçat el 1812 pel general Belgrano, en ser nomenat per ocupar un dels llocs en el triumvirat nomenat per l'Assemblea de Bons Aires el 4 d'abril del mateix any. A la conjuració d'Alzaga, que va tenir lloc durant el seu govern, es va mostrar feble, cosa que li va restar la simpatia del partit exaltat, i la revolució del 8 d'octubre el va apartar dels negocis públics fins al 1816 que en reunir-se el Congrés de Tucumán va ser nomenat director suprem de les Províncies Unides i se'l va ascendir a general.
Poc temps després de rebre aquest grau, va marxar al capdavant del seu exèrcit, aconseguint acabar els desordres de Salta, a Còrdova, i amb el general San Martín va resoldre l'expedició a Xile, sent després rebut a Buenos Aires com un veritable triomfador. Se li ve llavors una època de difícil política envoltat com es trobava d'enemics per tot arreu i en què calia contemporitzar amb la política que iniciava la restauració dels Inques, amb el Capítol de Buenos Aires, atendre á San Martín en la seva expedició á Xile, obrar contra els portuguesos que pretenien apoderar-se de la província oriental i fer front al partit titulat federal, que el combatia rudement en els diaris i en els casinos. No obstant això, va fer, davant de totes aquestes circumstàncies, i amb el seu concurs va aconseguir el triomf de San Martín a Xile i el Congrés no va passar endavant en el seu projecte de restauració, però no va poder impedir que els portuguesos s'apoderessin de la província esmentada.
L'opinió pública se li va mostrar desfavorable davant els actes d'absolutisme que va realitzar, entre ells la deportació del general Manuel Dorrego en 1816 i el desterrament d'un grup d'argentins a l'Amèrica del Nord en els començaments del següent any, sense formació de causa, i tot el país es va pronunciar contra del directori, tot i reconeixent que durant la gestió de Pueyrredón es van establir les primeres institucions científiques de Buenos Aires. El seu govern es va deixar portar del seu amor a la pàtria per un equivocat camí de violències i mitjans abusius que encara que van entelar el seu nom, van deixar sencera la seva glòria personal, ja que les seves intencions van ser laudables.
Sollevats els exercits patriotes a Arequito i San Juan, Pueyrredón es va retirar de la vida pública el 1819 per sortir cap al desterrament l'any següent. Transcorreguts altres deu anys, figura una altra vegada en la política, formant part del Consell de govern en l'administració que va seguir la mort de Dorrego. Poc temps després es va embarcar per a Europa per tal d'atendre a l'educació del seu fill i va morir el mateix any del seu retorn a la seva pàtria.
El 29 de maig de 1911 se li va erigir un monument a la plaça de Sant Josep de Flores, de Buenos Aires, que es va inaugurar oficialment el 4 de juliol de 1920.